# Quillajaceae

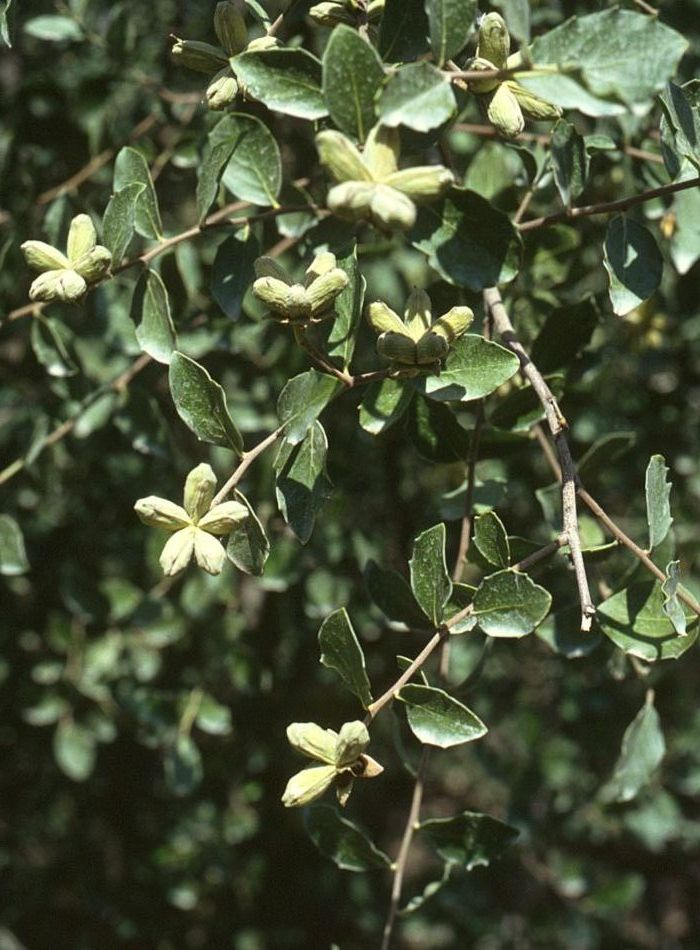
Quillaja saponaria.

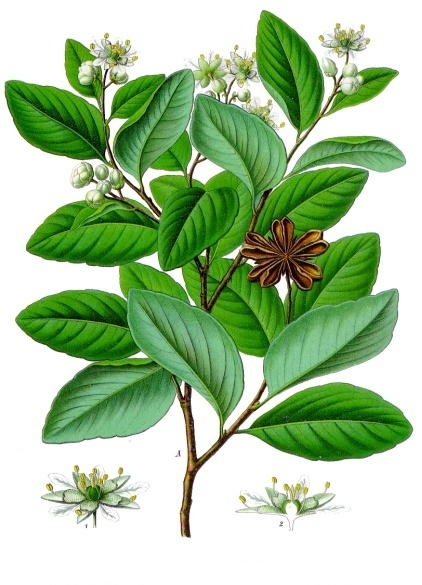
Quillaja saponaria (ilustração do Köhlers Medizinal Pflanzen).

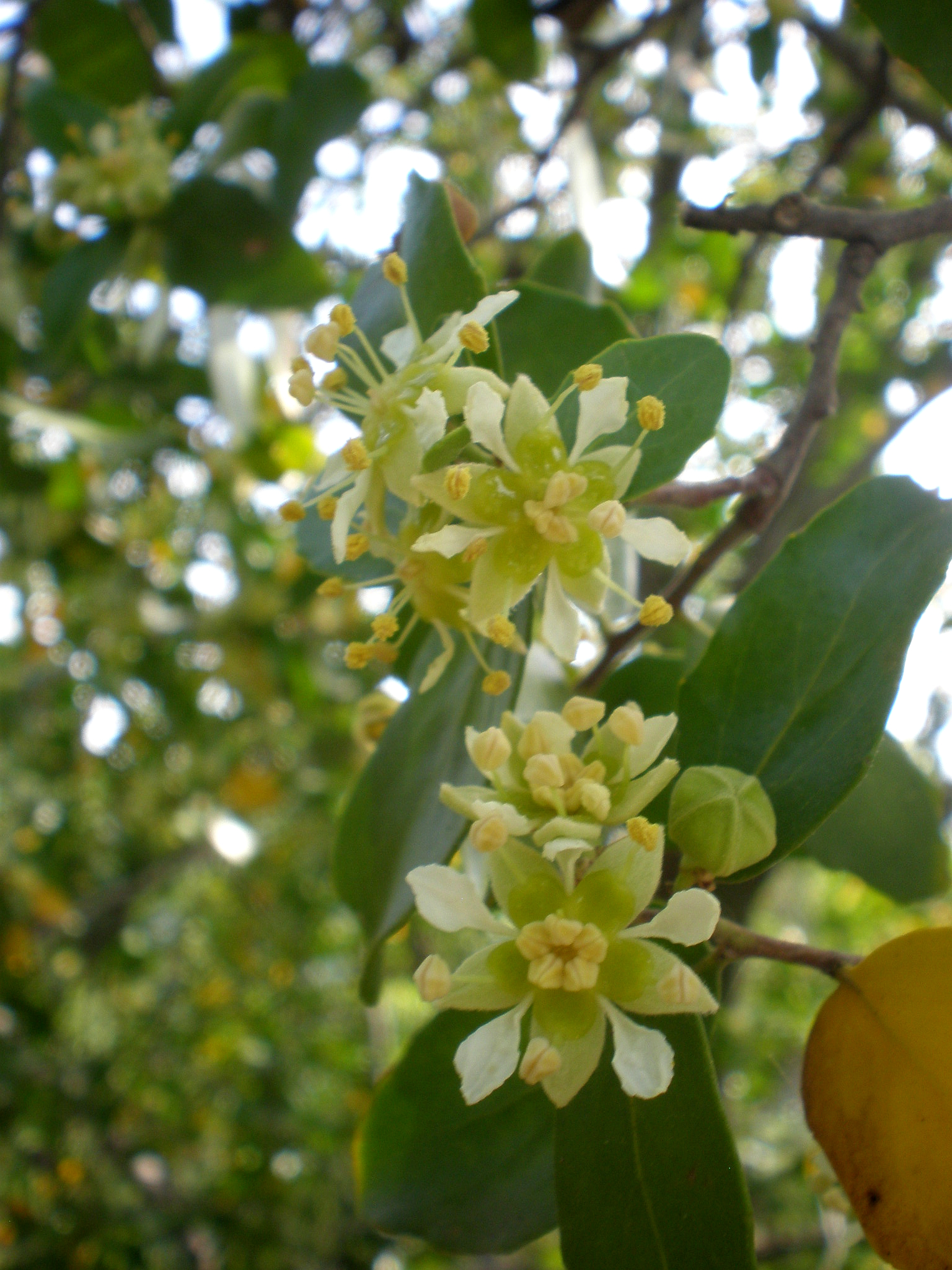
Quillaja saponaria no Jardí Botànic de Barcelona.

Quillajaceae é uma família de angiospermas arbóreas pertencente à ordem das Fabales. A família é um táxon monotípico, sendo Quillaja o único gênero, agrupando apenas duas espécies validamente descritas. São caracterizadas pela presença de saponinas em suas cascas, madeira e folhas, além de compostos que auxiliam em seu uso como sabão natural e como ingrediente secundário em indústrias farmacêuticas e cosméticas.
As duas únicas espécies são Quillaja brasiliensis, conhecida como “pau-sabão” ou “saboneteira”, presente no sul do Brasil, norte do Uruguai, nordeste da Argentina e leste do Paraguai, e Quillaja saponaria, conhecida tradicionalmente como “Quillay”(do mapudungun ‘küllay’ ou ‘cúllcan’, que significa “lavar”), nativa do Chile Central.
Sua distribuição natural ocorre em áreas de clima temperado na América do Sul, dos pampas às florestas esclerófilas do Chile. São árvores perenes de 5 a 15 m de altura e de 30 a 40 cm de diâmetro, com caule liso e saponáceo. Suas folhas são alternas, simples, peninérveas, de textura coriácea, com bordas serradas e pecíolo curto. Possuem também estípulas pequenas e caducas.

## Usos

### Q. saponaria
No Chile, é utilizada como fonte de néctar na apicultura, resultando no mel de quillay, que possui propriedades antioxidantes e antibacterianas, sendo uma das variedades de mel mais desejadas no país. Também possuem alto potencial como espécie de reflorestamento em solos áridos, devido à sua resistência e perenidade, além de ser usada ornamentalmente em casas e locais de acesso público. Plantas desta espécie foram introduzidas na Califórnia e Espanha para contornar a aridez e como recurso paisagístico, onde foram aclimatadas, sendo capazes de tolerar temperaturas de até -12C. 
Historicamente, sua casca foi utilizada pelos povos mapuches como detergente natural para lavar roupas e cabelos e na medicina tradicional, graças ao alto teor de saponinas. A partir da década de 1940, o país regulou e encorajou sua extração. Atualmente, o Chile exporta a casca e o extrato de quillay para os mercados europeu e norte-americano e por ser encontrada apenas em seu ambiente natural, a espécie corre risco de sobrexploração. Desde a metade do século XX, a Quillaja saponaria passou por diversas tentativas de domesticação, sendo considerada uma espécie ainda não domesticada. Apesar de seus usos diversos, é considerada uma espécie viável para descoberta e desenvolvimento de novos produtos.
O extrato da casca, conhecido como quillaia, possui ampla utilização, especialmente pela presença de saponinas triterpenoides, que podem atuar como emulsificantes e em aditivos alimentares, cosméticos, inseticidas e emulsões fotográficas. São usados principalmente como adjuvantes, adicionados às vacinas inativadas para aumentar sua potência e duração da resposta imune, garantindo maior eficiência e segurança para as fórmulas.

#### Extração
É um processo de longa duração e sua extração envolve o corte de indivíduos com 25 anos de idade ou mais. A casca então é seca ao ar e moída para ser tratada com água fervente ou com uma mistura de água e álcool. Então ela é estabilizada, filtrada e evaporada. O processo de plantação envolve a semeadura e crescimento em viveiro até que atinjam o desenvolvimento necessário para serem plantadas em solo definitivo. Métodos de propagação e estaquia são atualmente objetos de pesquisa que visam garantir maior aproveitamento comercial da espécie.

### Q. brasiliensis
No Brasil, os da Quillaja brasiliensis são semelhantes aos da Quillaja saponaria, seja na apicultura ou produção de fármacos e vacinas, porém é pouco conhecido e explorado.

## Morfologia
As inflorescências são botrioides, semelhantes a cachos de uva, e estão presentes tanto nas porções terminais quanto axilares da planta. As flores são pentâmeras e relativamente grandes, com textura aveludada devido aos pequenos pelos que as recobrem. Na inflorescência, a flor central é hermafrodita, enquanto as laterais são masculinas. As flores possuem pedicelos com pequenas brácteas na base. As sépalas são dispostas de forma valvar, enquanto as pétalas, de cor branca ou creme, têm formato espatulado.
O disco floral é espesso e carnoso, revestindo o receptáculo e formando cinco lóbulos que se fundem às sépalas. Há 10 estames, sendo cinco localizados acima dos lóbulos do disco e cinco próximos à base do ovário. Os filetes dos estames são finos e alongados, e as anteras são duplas, abrindo-se voltadas para dentro. O ovário é formado por cinco carpelos unidos na base, com estilos terminais e estigmas que se estendem ao longo deles. Os óvulos são numerosos, organizados em duas fileiras e posicionados quase horizontalmente.
Os frutos são folículos que se abrem em forma de estrela, com duas válvulas coriáceas. As sementes, em grande número, possuem uma longa asa na ponta, facilitando sua dispersão pelo vento. O endosperma das sementes é fino, e os cotilédones são enrolados. O número cromossômico é 2n = 28.
|                     | Q. brasiliensis                    | Q. saponaria        |
| ------------------- | ---------------------------------- | ------------------- |
| Formato foliar      | Folhas lanceoladas                 | Folhas ovadas       |
| Tipo de ápice       | Agudo, nunca emarginado, acuminado | Obtuso ou subobtuso |
| Diâmetro das flores | 5 a 10 mm                          | 10 a 15 mm          |

## Lista de espécies brasileiras
A única representante brasileira desta família é a espécie Quillaja brasiliensis, nativa nos estados de Santa Catarina e Rio Grande do Sul (sendo restrita aos biomas dos pampas sulinos e da mata atlântica). É encontrada na floresta ombrófila densa e na floresta ombrófila mista. 
Atualmente, é avaliada com risco de extinção devido a variados fatores, envolvendo seu valor comercial e a diminuição dos habitats (causadas pela expansão urbana desenfreada e prática de atividades agropecuárias). A Reserva Particular do Patrimônio Natural Leão da Montanha, localizada na região serrana do estado de Santa Catarina, é um dos poucos lugares na qual a espécie está protegida.

## Taxonomia e Filogenética
É um táxon monotípico composto pelo gênero Quillaja, tendo como espécie tipo Quillaja saponaria Molina. Este gênero foi descrito por Juan Ignacio Molina, bem como a espécie tipo que foi batizada em sua homenagem, e foi publicado em Florae Peruvianae, et Chilensis Prodromus 91, pl. 18. 1794.O género Quillaja era parte da família Rosaceae, tendo sido elevado ao nível taxonômico de família (Quillajaceae) e integrado na ordem Fabales no sistema de classificação APG IV.
Contém apenas duas espécies viventes:
- Quillaja Molina
  - Quillaja brasiliensis (A.St.-Hil. & Tul.) Mart.
  - Quillaja saponaria Molina

Conhece-se um gênero fóssil:
- †Dakotanthus Manchester, Dilcher, Judd, Corder & Basinger
  - (Dakotanthus cordiformis).[9]

A posição deste táxon na ordem Fabales é dada pela seguinte circunscrição taxonómica, determinada por técnicas da filogenia molecular, estando representadas na seguinte árvore filogenética:
|  |  |         |  |  |  |  |  |  |  |  |  | Polygalaceae |  |  |  |  |  |  |  |  |  |                  |  |             |  |                  |  |  |  |  |  |
|  |  |         |  |  |  |  |  |  |  |  |  |              |  |  |  |  |  |  |  |  |  |                  |  |             |  |                  |  |  |  |  |  |
|  |  |         |  |  |  |  |  |  |  |  |  |              |  |  |  |  |  |  |  |  |  |                  |  |             |  |                  |  |  |  |  |  |
|  |  |         |  |  |  |  |  |  |  |  |  | Surianaceae  |  |  |  |  |  |  |  |  |  |                  |  |             |  |                  |  |  |  |  |  |
|  |  |         |  |  |  |  |  |  |  |  |  |              |  |  |  |  |  |  |  |  |  |                  |  |             |  |                  |  |  |  |  |  |
|  |  | Fabales |  |  |  |  |  |  |  |  |  |              |  |  |  |  |  |  |  |  |  |                  |  |             |  |                  |  |  |  |  |  |
|  |  |         |  |  |  |  |  |  |  |  |  |              |  |  |  |  |  |  |  |  |  |                  |  |             |  |                  |  |  |  |  |  |
|  |  |         |  |  |  |  |  |  |  |  |  | Quillajaceae |  |  |  |  |  |  |  |  |  |                  |  |             |  |                  |  |  |  |  |  |
|  |  |         |  |  |  |  |  |  |  |  |  |              |  |  |  |  |  |  |  |  |  |                  |  |             |  |                  |  |  |  |  |  |
|  |  |         |  |  |  |  |  |  |  |  |  |              |  |  |  |  |  |  |  |  |  |                  |  |             |  |                  |  |  |  |  |  |
|  |  |         |  |  |  |  |  |  |  |  |  |              |  |  |  |  |  |  |  |  |  |                  |  |             |  |                  |  |  |  |  |  |
|  |  |         |  |  |  |  |  |  |  |  |  |              |  |  |  |  |  |  |  |  |  | Cercidoideae     |  |             |  |                  |  |  |  |  |  |
|  |  |         |  |  |  |  |  |  |  |  |  |              |  |  |  |  |  |  |  |  |  |                  |  |             |  |                  |  |  |  |  |  |
|  |  |         |  |  |  |  |  |  |  |  |  |              |  |  |  |  |  |  |  |  |  |                  |  |             |  |                  |  |  |  |  |  |
|  |  |         |  |  |  |  |  |  |  |  |  |              |  |  |  |  |  |  |  |  |  |                  |  |             |  |                  |  |  |  |  |  |
|  |  |         |  |  |  |  |  |  |  |  |  |              |  |  |  |  |  |  |  |  |  | Detarioideae     |  |             |  |                  |  |  |  |  |  |
|  |  |         |  |  |  |  |  |  |  |  |  |              |  |  |  |  |  |  |  |  |  |                  |  |             |  |                  |  |  |  |  |  |
|  |  |         |  |  |  |  |  |  |  |  |  | Fabaceae     |  |  |  |  |  |  |  |  |  |                  |  |             |  |                  |  |  |  |  |  |
|  |  |         |  |  |  |  |  |  |  |  |  |              |  |  |  |  |  |  |  |  |  |                  |  |             |  |                  |  |  |  |  |  |
|  |  |         |  |  |  |  |  |  |  |  |  |              |  |  |  |  |  |  |  |  |  | Duparquetioideae |  |             |  |                  |  |  |  |  |  |
|  |  |         |  |  |  |  |  |  |  |  |  |              |  |  |  |  |  |  |  |  |  |                  |  |             |  |                  |  |  |  |  |  |
|  |  |         |  |  |  |  |  |  |  |  |  |              |  |  |  |  |  |  |  |  |  |                  |  |             |  |                  |  |  |  |  |  |
|  |  |         |  |  |  |  |  |  |  |  |  |              |  |  |  |  |  |  |  |  |  |                  |  |             |  |                  |  |  |  |  |  |
|  |  |         |  |  |  |  |  |  |  |  |  |              |  |  |  |  |  |  |  |  |  |                  |  | Dialioideae |  |                  |  |  |  |  |  |
|  |  |         |  |  |  |  |  |  |  |  |  |              |  |  |  |  |  |  |  |  |  |                  |  |             |  |                  |  |  |  |  |  |
|  |  |         |  |  |  |  |  |  |  |  |  |              |  |  |  |  |  |  |  |  |  |                  |  |             |  |                  |  |  |  |  |  |
|  |  |         |  |  |  |  |  |  |  |  |  |              |  |  |  |  |  |  |  |  |  |                  |  |             |  |                  |  |  |  |  |  |
|  |  |         |  |  |  |  |  |  |  |  |  |              |  |  |  |  |  |  |  |  |  |                  |  |             |  | Caesalpinioideae |  |  |  |  |  |
|  |  |         |  |  |  |  |  |  |  |  |  |              |  |  |  |  |  |  |  |  |  |                  |  |             |  |                  |  |  |  |  |  |
|  |  |         |  |  |  |  |  |  |  |  |  |              |  |  |  |  |  |  |  |  |  |                  |  |             |  |                  |  |  |  |  |  |
|  |  |         |  |  |  |  |  |  |  |  |  |              |  |  |  |  |  |  |  |  |  |                  |  |             |  |                  |  |  |  |  |  |
|  |  |         |  |  |  |  |  |  |  |  |  |              |  |  |  |  |  |  |  |  |  |                  |  |             |  | Faboideae        |  |  |  |  |  |
|  |  |         |  |  |  |  |  |  |  |  |  |              |  |  |  |  |  |  |  |  |  |                  |  |             |  |                  |  |  |  |  |  |

Estudos recentes demonstram que a origem do gênero Quillaja e suas espécies correspondentes está associada às mudanças físicas, estruturais e climáticas que ocorreram na América do Sul ao longo dos últimos períodos geológicos. É provável que a mudança nas condições climático-ambientais durante o período Mioceno tenham sido a causa para a separação das populações do gênero Quillaja, ao modificar-se a temperatura, umidade e os ciclos biogeoquímicos, transformando o solo e a paisagem, originando as duas espécies atuais.